# Pingxi (sockenhuvudort i Kina, Sichuan Sheng, lat 32,65, long 106,08)
Pingxi (kinesiska: 平溪) är en sockenhuvudort i Kina. Den ligger i provinsen Sichuan, i den sydvästra delen av landet, omkring 290 kilometer nordost om provinshuvudstaden Chengdu. Antalet invånare är 4 584. Befolkningen består av 2 285 kvinnor och 2 299 män. Barn under 15 år utgör 21,0 %, vuxna 15-64 år 67 %, och äldre över 65 år 10,0 %.
Runt Pingxi är det ganska tätbefolkat, med 185 invånare per kvadratkilometer. Närmaste större samhälle är Zhongzi, 6,6 km nordväst om Pingxi. I omgivningarna runt Pingxi växer i huvudsak blandskog.
Genomsnittlig årsnederbörd är 1 170 millimeter. Den regnigaste månaden är juli, med i genomsnitt 268 mm nederbörd, och den torraste är december, med 2 mm nederbörd.